# Перьяк-Минервуа
Перья́к-Минервуа́ (фр. Peyriac-Minervois) — коммуна во Франции, находится в регионе Лангедок — Руссильон. Департамент коммуны — Од. Административный центр кантона Перьяк-Минервуа. Округ коммуны — Каркасон.
Код INSEE коммуны — 11286.

## Население
Население коммуны на 2008 год составляло 1061 человек.
| 1962 | 1968 | 1975 | 1982 | 1990 | 1999 | 2008 |
| ---- | ---- | ---- | ---- | ---- | ---- | ---- |
| 1034 | 1054 | 1041 | 1033 | 1053 | 1000 | 1061 |

## Экономика
Основа экономики — виноградарство, садоводство. Есть винодельня и мебельная фабрика.
В 2007 году среди 605 человек в трудоспособном возрасте (15—64 лет) 392 были экономически активными, 213 — неактивными (показатель активности — 64,8 %, в 1999 году было 61,4 %). Из 392 активных работали 326 человек (185 мужчин и 141 женщина), безработных было 66 (30 мужчин и 36 женщин). Среди 213 неактивных 45 человек были учениками или студентами, 76 — пенсионерами, 92 были неактивными по другим причинам.

## Достопримечательности
- Руины стен XVI века
- Замок: фасад, башни, лестницы XVI века
- Церковь XIX века
- Сад мира со статуями Луи Барта

## Известные уроженцы
- Бабу, Ипполит (1823—1878) — французский писатель, публицист и литературный критик.